# Rivière Noire (vattendrag i Kanada, Québec, lat 48,33, long -77,35)
Rivière Noire är ett vattendrag i Kanada.   Det ligger i provinsen Québec, i den sydöstra delen av landet, 300 km norr om huvudstaden Ottawa.
I omgivningarna runt Rivière Noire växer i huvudsak blandskog. Trakten runt Rivière Noire är nära nog obefolkad, med mindre än två invånare per kvadratkilometer.